# باوان (صوماي برادوست)
باوان هي قرية في مقاطعة أرومية، إيران. عدد سكان هذه القرية هو 1,040 في سنة 2006.